# Codex Regius (Nieuwe Testament)
De Codex Regius (Gregory-Aland no. Le of 019) is een unciaal bijbelhandschrift op perkament uit de 9e (of 8e) eeuw.

## Beschrijving
De gehele Codex Regius bestaat uit 257 perkamentbladen (23.5 x 17 cm). De tekst is geschreven in twee kolommen van 25 regels per pagina.
De Codex bevat teksten van de vier Evangeliën met vijf lacunes (Matt 4:22-5:14; 28:17-20; Marcus 10:16-30; 15:2-20; Johannes 21:15-25).

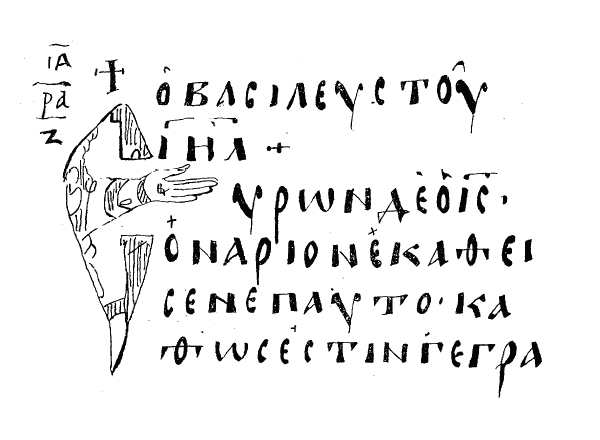
Johannes 12:13-14 (facsimile)

De Codex Regius representeert de Alexandrijnse tekst, Kurt Aland plaatste de codex in Categorie II.
De tekst is ingedeeld in κεφάλαια ("hoofdstukken"), waarvan de nummers in de marge staan, en hun τίτλοι (titels) bovenaan de bladzijden. Voor elk evangelie staat een inhoudstafel van deze κεφάλαια. In de marge staan ook de sectienummers van Ammonius met verwijzingen naar de canontabellen van Eusebius, en notities voor het gebruik als lectionarium. De letters lijken soms meer op Koptische letters dan op Griekse letters. De tekst is voorzien van accenten en aspiratietekens, maar deze staan dikwijls verkeerd. Ook leestekens zijn merkwaardig aangebracht. De tekst bevat vele iotacismen.
De codex bevat twee eindes van het evangelie volgens Marcus (zoals in de codices Ψ 099 0112 274mg 579 Lectionarium 1602), maar niet de pericope adulterae (Johannes 7:53-8:11).
Het handschrift bevindt zich in de Bibliothèque nationale de France (Gr. 62).